# Strike Fleet
Strike Fleet est un jeu vidéo de  stratégie développé par Lucasfilm Games et publié le 6 juin 1987 sur Amiga, Apple II, Atari ST, Commodore 64, DOS. Le joueur peut choisir de contrôler  l'United States Navy ou la Royal Navy au cours de dix missions dans lesquelles il affronte l'Argentine, l'URSS ou l'Iran.

## Accueil
| Strike Fleet    |      |       |
| Média           | Nat. | Notes |
| Dragon Magazine | US   | 5/5   |
| Gen4            | FR   | 67 %  |
| Joystick        | FR   | 69 %  |
| Zzap!64         | GB   | 96%   |